# Coupe du monde masculine de water-polo 2010
Navigation
Édition précédente Édition suivante
La coupe du monde 2010 est la quatorzième édition de la coupe du monde de water-polo, organisée par la Fédération internationale de natation (FINA) du 27 juillet au 1er août 2010 à Oradea, en Roumanie.
Pour la première fois, les sélectionnés sont les trois premiers du dernier championnat du monde de 2009 et cinq invités à raison d'un par continent. Ce système remplace l'invitation des huit premiers du dernier championnat mondial.
L'équipe de Serbie remporte l'épreuve.
Les quatre premières places de cette compétition sont qualificatives pour les championnats du monde de 2011 sont en jeu au cours de cette compétition.

## Équipes participantes
Sont qualifiés les trois premiers du dernier championnat du monde de 2009 :
- Serbie,
- Espagne,
- Croatie,

et sont rejoints par cinq invités (un par continent) :
- Australie (Océanie),
- Chine (Asie),
- États-Unis (Amérique),
- Iran (Asie, voir ci-dessous),
- Roumanie (Europe, pays hôte).

L'équipe d'Afrique du Sud a été invitée pour le continent africain, mais y a renoncé avant le tirage au sort du 20 avril 2010.

## Tour préliminaire
Le tirage au sort de la compétition a lieu le 20 avril 2010 à Oradea.
Ce tour détermine les rencontres des quarts de finale selon le classement final des équipes de chacun des deux groupes.
Chaque victoire rapporte deux points, une défaite zéro et un score d'égalité un point.

### Groupe A
| Rang | Équipe    | Pts | J | G | N | P | Bp | Bc | Diff |
| ---- | --------- | --- | - | - | - | - | -- | -- | ---- |
| 1    | Espagne   | 6   | 3 | 3 | 0 | 0 | 49 | 16 | +33  |
| 2    | Roumanie  | 4   | 3 | 2 | 0 | 1 | 45 | 24 | +21  |
| 3    | Australie | 2   | 3 | 1 | 0 | 2 | 42 | 24 | +18  |
| 4    | Iran      | 0   | 3 | 0 | 0 | 3 | 6  | 78 | -72  |

| Date       |           | Score |           | Quarts-temps          |
| ---------- | --------- | ----- | --------- | --------------------- |
| 27 juillet | Iran      | 1-26  | Roumanie  | 0-8 ; 0-8 ; 0-6 ; 1-4 |
| 27 juillet | Australie | 7-9   | Espagne   | 4-2 ; 1-3 ; 0-1 ; 2-3 |
| 28 juillet | Australie | 9-11  | Roumanie  | 3-1 ; 3-4 ; 1-2 ; 2-4 |
| 28 juillet | Iran      | 1-26  | Espagne   | 0-6 ; 0-7 ; 1-5 ; 0-8 |
| 29 juillet | Roumanie  | 8-14  | Espagne   | 1-1 ; 2-4 ; 3-6 ; 2-3 |
| 29 juillet | Iran      | 4-26  | Australie | 0-6 ; 1-3 ; 3-8 ; 0-9 |

### Groupe B
| Rang | Équipe     | Pts | J | G | N | P | Bp | Bc | Diff |
| ---- | ---------- | --- | - | - | - | - | -- | -- | ---- |
| 1    | Croatie    | 6   | 3 | 3 | 0 | 0 | 33 | 17 | +16  |
| 2    | Serbie     | 4   | 3 | 2 | 0 | 1 | 40 | 27 | +13  |
| 3    | États-Unis | 2   | 3 | 1 | 0 | 2 | 26 | 32 | -6   |
| 4    | Chine      | 0   | 3 | 0 | 0 | 3 | 18 | 39 | -21  |

| Date       |            | Score |         | Quarts-temps          |
| ---------- | ---------- | ----- | ------- | --------------------- |
| 27 juillet | États-Unis | 10-6  | Chine   | 1-0 ; 3-3 ; 3-1 ; 3-2 |
| 27 juillet | Croatie    | 10-8  | Serbie  | 2-2 ; 1-1 ; 3-2 ; 4-3 |
| 28 juillet | Croatie    | 14-4  | Chine   | 3-1 ; 4-1 ; 2-0 ; 5-2 |
| 28 juillet | États-Unis | 9-17  | Serbie  | 1-3 ; 1-3 ; 1-4 ; 6-7 |
| 29 juillet | Chine      | 8-15  | Serbie  | 2-1 ; 0-4 ; 2-6 ; 4-4 |
| 29 juillet | États-Unis | 7-9   | Croatie | 1-2 ; 1-2 ; 1-3 ; 4-2 |

## Phase finale

### Quarts de finale
Les huit équipes participent aux quarts de finale : les premiers de chaque groupe affrontent les quatrièmes de l'autre, les deuxièmes et les troisièmes de groupe différent s'opposant.
| Date       |           | Score |            | Quarts-temps          |
| ---------- | --------- | ----- | ---------- | --------------------- |
| 30 juillet | Australie | 9-12  | Serbie     | 2-3 ; 2-4 ; 2-3 ; 3-2 |
| 30 juillet | Roumanie  | 12-14 | États-Unis | 1-1 ; 4-4 ; 3-5       |
| 30 juillet | Espagne   | 11-5  | Chine      | 1-2 ; 5-1 ; 2-0 ; 3-2 |
| 30 juillet | Iran      | 2-23  | Croatie    | 0-6 ; 1-8 ; 0-5 ; 1-4 |

### Demi-finales
| Date       |            | Score |         | Quarts-temps          |
| ---------- | ---------- | ----- | ------- | --------------------- |
| 31 juillet | États-Unis | 9-11  | Croatie | 1-3 ; 2-3 ; 4-2 ; 2-3 |
| 31 juillet | Serbie     | 12-10 | Espagne | 4-4 ; 3-3 ; 4-3 ; 1-0 |

### Finale et matches de classement
| Date                        |            | Score, |           | Quarts-temps          |
| Finale                      | Finale     | Finale | Finale    | Finale                |
| --------------------------- | ---------- | ------ | --------- | --------------------- |
| 1er août                    | Croatie    | 7-13   | Serbie    | 0-4 ; 3-2 ; 3-5 ; 1-2 |
| Matches de classement 3e/4e |            |        |           |                       |
| 1er août                    | États-Unis | 8-12   | Espagne   | 1-3 ; 3-3 ; 1-2 ; 3-4 |
| Matches de classement 5e/8e |            |        |           |                       |
| 31 juillet                  | Australie  | 10-6   | Chine     | 4-1 ; 2-2 ; 1-2 ; 3-1 |
| 31 juillet                  | Roumanie   | 24-6   | Iran      | 4-1 ; 8-3 ; 9-1 ; 3-1 |
| 1er août 5e/6e              | Roumanie   | 9-5    | Australie | 1-1 ; 3-1 ; 2-2 ; 3-1 |
| 1er août 7e/8e              | Iran       | 5-20   | Chine     | 0-5 ; 2-6 ; 1-4 ; 2-5 |

### Classement final
|   | Équipes    |
| 1 | Serbie     |
| 2 | Croatie    |
| 3 | Espagne    |
| 4 | États-Unis |
| - | ---------- |
| 5 | Roumanie   |
| 6 | Australie  |
| 7 | Chine      |
| 8 | Iran       |

Les quatre premiers sont qualifiés pour les championnats du monde de 2011.

## Sources et références
- [PDF] Tirage au sort de la phase finale de la coupe du monde de water-polo, Fédération internationale de natation, 20 avril 2010 ; page consultée le 23 avril 2010.

1. ↑  [PDF] « Shanghai 2011 - Registration and Qualification of Competitors  », Fédération internationale de natation, ; page consultée le 28 décembre 2010.
2. ↑  Wolfgang Philipps « Croatia to Serbia in Oradea prelims - Iran replaces South Africa », Waterpolo World, 21 avril 2010.
3. ↑  Classement de la coupe du monde 2010, site officiel de la compétition ; page consultée le 27 juillet 2010.
4. 1 2  Résultats, Waterpolo Development World.
5. ↑  « Day 4 », site officiel de la compétition ; page consultée le 30 juillet 2010.
6. 1 2  « Day 5 », site officiel de la compétition ; page consultée le 1er août 2010.
7. ↑  « Day 6 », site officiel de la compétition ; page consultée le 1er août 2010.